# 高橋高種
高橋 高種（たかはし たかたね）は、戦国時代の武将。筑後国出身で大蔵姓高橋氏の当主であったが、のちに伊豆国に赴き、伊勢宗瑞（北条早雲）に従った。

## 生涯
筑後大蔵高橋氏の当主となるが、継母の讒言により父の不興を蒙り、その座を捨てて、文明16年（1484年）母方の縁者畠山氏を頼り逐電した。その年、京都に上って室町将軍足利義尚に仕え、文明19年/長享元年（1487年）の長享・延徳の乱に参加。長享3年（1489年）に足利義尚が病死すると、畠山政長の内意により、堀越公方足利政知に請われて伊豆国へと赴き、伊豆雲見城を与えられてその城主となる。しかし延徳3年（1491年）に政知が死去すると、堀越公方家は内紛を起こし、足利茶々丸が弟を殺害するなど、その勢力は衰退の一途を辿る。
高種は伊豆雲見に蟄居したが、伊勢宗瑞の重臣である多目権兵衛尉からの再三にわたる招きを受け、伊勢宗瑞に従い、伊豆平定で戦功を挙げた（高橋文書）。この時の戦功で、伊勢宗瑞の養女（外山豊前守娘）を妻として北条一門としての扱いを受けている。明応3年（1494年）相模大森氏からの小田原城奪取にも参加し、奇策をもって功を挙げた。また、文亀元年（1501年）に伊豆下田に城を築くなど海岸の防備を強固にし、活躍した。この時に、高橋左近将監高種と改名した。しかし、中年より足病を発し、常に籠居していた。このため、永正12年（1515年）8月3日没に死去。46歳。家督は長男の北条綱高（高橋種政）が北条氏綱の猶子となり、別家を興したため、次男高橋氏高が継いだ。

## 備考
- 伊勢宗瑞（北条早雲）も一時期足利義尚に仕えており、京都で宗瑞と高種が顔を合わせていた可能性が高い。その縁があり、高種が伊豆に下向後、堀越公方家が衰退すると盛時に一門として取立てられたものと推測される。